# Schistura prashadi
Schistura prashadi és una espècie de peix d'aigua dolça de la família dels balitòrids i de l'ordre dels cipriniformes. Va ser descrit per l'ictiòleg indià Sunder Lal Hora el 1921.

## Morfologia
El cos presenta un patró de color consistent en franges i punts reticulars. Els adults poden assolir els 4,6 cm de longitud total. Tenen 13 radis tous a l'aleta dorsal, 8 a l'anal i 9+8 radis ramificats a l'aleta caudal i 9,5 a la dorsal així com una línia lateral completa.

## Hàbitat i distribució geogràfica
És un peix d'aigua dolça, bentopelàgic i de clima tropical, que es troba a les conques dels rius Brahmaputra i Chindwin (Manipur, l'Índia). És vulnerable, per la destrucció del seu hàbitat per la desforestació i la contaminació de l'aigua produïda per detergents i pels pesticides emprats als arrossars.